# Nothing Is Promised
"Nothing Is Promised" é uma canção do produtor norte-americano Mike Will Made It e da cantora barbadense Rihanna, gravada para o álbum de estúdio do primeiro Ransom 2. Foi composta pelos dois com a ajuda de A. Hogan e Nayvadius Wilburn. O seu lançamento ocorreu a 3 de junho de 2016.

## Faixas e formatos
| Descarga digital |                                          |         |  |
| N.º              | Título                                   | Duração |  |
| 1.               | "Nothing Is Promised" (versão explícita) | 2:50    |  |

| Descarga digital |                                          |         |  |
| N.º              | Título                                   | Duração |  |
| 1.               | "Nothing Is Promised" (versão censurada) | 2:50    |  |

## Desempenho nas tabelas musicais

### Posições
| Tabela musical (2016)                        | Melhor posição |
| -------------------------------------------- | -------------- |
| Austrália - ARIA Singles Chart               | 69             |
| Espanha - PROMUSICAE                         | 32             |
| Estados Unidos - Billboard Hot 100           | 75             |
| Estados Unidos - Billboard R&B/Hip-Hop Songs | 26             |
| França - Top Singles Téléchargés             | 25             |
| Nova Zelândia - NZ Heatseekers Singles Chart | 7              |
| Reino Unido - UK Singles Chart               | 64             |